# Celestino Sánchez González
Celestino Sánchez González (Becedillas, 1935-Sardañola del Vallés, 21 de mayo de 2011) fue un político español.

## Biografía
Nacido en el municipio abulense de Becedillas en 1935, en 1952 se estableció en Sardañola del Vallés. En las elecciones municipales de 1979 se presentó como candidato a la alcaldía de Sardañola del Vallés por el Partido de los Socialistas de Cataluña y consiguió hacerse con el cargo. Revalidó la alcaldía en las sucesivas elecciones hasta que en septiembre de 1997 dejó el cargo a la también socialista Cristina Real, si bien siguió como concejal hasta 1999. Durante su mandato se construyeron ambulatorios, zonas deportivas, el Museo de Ca n'Ortadó, el Parque Tecnológico del Vallés y un ateneo. Falleció el 21 de mayo de 2011 en Sardañola del Vallés a los 76 años.